# 다이라촌 (도야마현)
다이라촌(平村)은 도야마현 히가시토나미군에 설치되었던 촌이다. 현재의 난토시에 해당한다.

## 개요
북쪽과 동쪽은 도가촌에, 서쪽은 조하나정 및 가미타이라촌, 남쪽은 기후 현 시라카와 촌과 경계를 접하고 있는 촌락이며, 일반적으로는 고카 산으로 알려져 있다.
헤이케의 낙인이 정착했다고 전해지고 있으며, 유네스코 세계유산으로도 등재되어 있는 갓쇼즈쿠리로 유명하다

## 역사
- 1889년 4월 1일 - 촌제를 시행으로 다이라촌이 성립하였다.
- 2004년 11월 1일：히가시토나미군의 후쿠노정, 조하나정, 가미타이라촌, 도가촌, 이나미정, 이노쿠치촌과 니시토나미군의 후쿠미쓰정이 합병해 난토시가 되었다.

## 행정
- 촌장 나카무라 요시노리(1991년부터 2004년)

### 산업
- 산업인구(2000년 인구조사)
  - 제1차 산업 취업 인구 55명
  - 제2차 산업 취업 인구 302명
  - 제3차 산업 취업 인구 419명

## 교육
- 다이라 촌립 다이라초등학교 (현재의 난토시 시립 다이라초등학교)
- 다이라 촌립 다이라중학교 (현재의 난토시 시립 다이라중학교)
- 도야마 현립 후쿠노 고등학교 다이라 고등학교 (현재의 도야마 현립 난토시립 다이라 고등학교)

## 교통

### 도로
- 국도 156호선
- 국도 304호선